# مناطق چهارگانه محیط زیست استان گلستان
در ایران و برپایه ماده دوم تا پنجم «آئين‌نامه اجرایي قانون حفاظت و بهسازي محيط زيست»، چهار نوع منطقه حفاظت‌شده به معنای عمومی آن وجود دارد که در ادبیات حفاظت از زیستگاه‌های کشور، بیشتر با نام مناطق چهارگانه سازمان حفاظت محیط زیست شناخته می‌شوند و موارد زیر را دربر دارند:
- پارک ملی
- اثر طبیعی ملی
- پناهگاه حيات وحش
- منطقه حفاظت‌شده [۱]

در استان گلستان و برپایه موارد گفته‌شده، پنج محدوده چهارگانه در شرق و جنوب استان وجود دارد که دربردارنده یک پارک ملی و چهار منطقه حفاظت‌شده به‌ترتیب با نام‌های: پارک ملی گلستان ، منطقه حفاظت‌شده جهان‌نما، منطقه حفاظت‌شده هیرکانیا، منطقه حفاظت‌شده لُوِه، منطقه حفاظت‌شده زاو است.